# Нгуєн Тхі Ань
Нгуєн Тхі Ань (в'єт. Nguyễn Thị Anh, 阮氏英; 1422–1459) — регентка в'єтнамської держави Дайв'єт в 1442–1453 роках. Зберігала фактичну владу до 1459 року.

## Життєпис
Походила з впливового роду Нгуєн. Можливо, була родичкою військовика Нгуєна Хі. Її матір'ю була Нгуєн Нгок Ан. Народилася 1422 року в громаді Бове провінції Тханьхоа. Уславилася вродою.
За легендою, спочатку була коханкою Ле Нгуєн Шона, представника династії Ле. Наприкінці 1430-х потрапила до гарему імператора Ле Тхай Тонга, отримавши статус палацової жінки (кунг нян). Швидко просунулася до головної наложниці (тхан фі). 1441 року народила від імператора Ле Банг Ко. 1441 року останнього було оголошено спадкоємцем трону. Втім у Нгуєн Тхі Ань залишалися суперниці в гаремі імператора, вона не змогла переконати імператора стратити Нго Тхі Нгок Зао, яку вважала головною загрозою.
1442 року після раптової смерті Ле Тхай Тонга зуміла домогтися оголошення свого сина новим володарем Дай В'єту під ім'ям Ле Нян Тонг і стала регенткою при ньому. Адміністрацію було передано Чінь Кха, соратникові Ле Лоя, засновника династії Ле. Невдовзі було страчено впливового сановника Нгуєн Чая, якого звинуватили в отруєнні імператора Ле Тхай Тонга. 1443 року домоглася визнання нового імператора Китаєм. З кінця 1440-х років здійснено три військові походи проти Чампи, але без особливого успіху.
Поступово між Нгуєн Тхі Ань і Чінь Кха зростали суперечки щодо напряму освіти молодого імператора та внутрішньої політики. 1451 року Чінь Кха та його сина було позбавлено усіх посад та засуджено до страти.
1453 року офіційно було оголошено Ле Нян Тонг повнолітнім, чим скасовано регентство. Разом з тим фактична влада Нгуєн Тхі Ань збереглася. Рід Чінь було реабілітовано, а родичам Чінь Кха надано 100 мау землі. Політика була спрямована на збереження мирних відносин із сусідами. 1459 року внаслідок заколоту Ле Нгі Зана, зведеного брата імператора, того було вбито. Нгуєн Тхі Ань наказала своєму слузі себе вбити. Ле Тхань Тонг після повалення Ле Нгі Зана посмертно надав їй титул Верховної імператриці (хоанг хау).